# Petite-Rivière-Saint-François
Petite-Rivière-Saint-François är en kommun i provinsen Québec i Kanada. Den ligger i regionen Capitale-Nationale, i den sydöstra delen av landet, 400 km nordost om huvudstaden Ottawa.